# Cieśle (powiat obornicki)
Cieśle – wieś w Polsce położona w województwie wielkopolskim, w powiecie obornickim, w gminie Rogoźno. We wsi zachowały się zabudowania folwarku z przełomu XIX/XX w. wraz z domem rządcy, wpisanym do rejestru zabytków pod numerem A-444
W latach 1975–1998 miejscowość należała administracyjnie do województwa pilskiego.